# Klimat Afryki
Klimat Afryki – Afryka znajduje się w strefach klimatów gorących, bardzo gorących oraz lokalnie umiarkowanych. Na kontynencie występuje znaczne zróżnicowanie warunków klimatycznych. Położenie po obu stronach równika powoduje, iż teoretycznie północ oraz południe mają identyczny klimat. Jednakże rozciągłość południkowa na północy sprawia, że wewnątrz Sahary tworzy się klimat kontynentalny. Dzięki zwartej linii brzegowej duże znaczenie mają prądy morskie. 

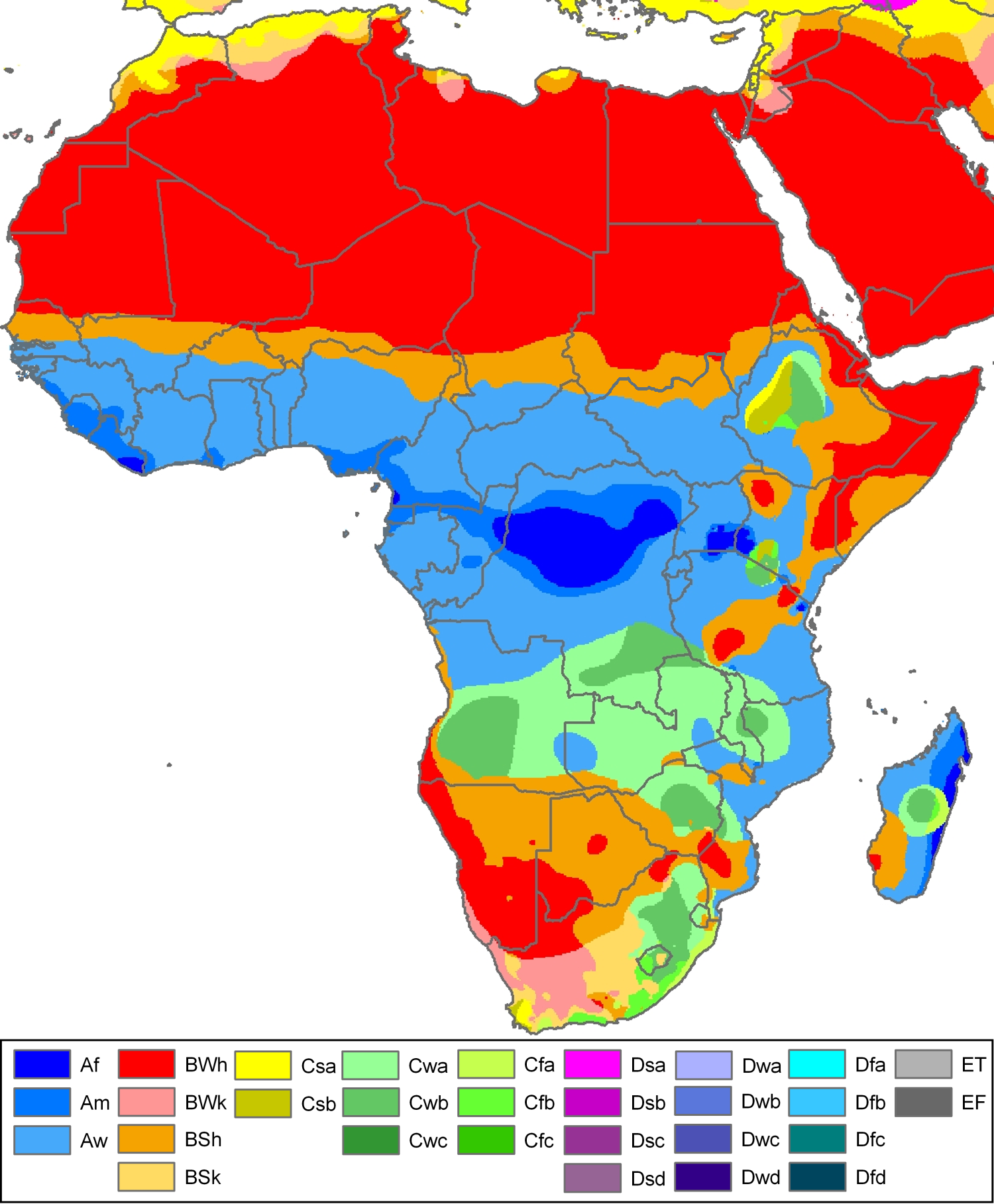
Strefy klimatyczne Afryki według Koppena

## Strefy klimatyczne
W Afryce według podziału Koppena znajdują się następujące strefy klimatyczne: wszystkie gorące, wszystkie bardzo gorące oraz niektóre podstrefy klimatu umiarkowanego, nawet lokalnie klimat umiarkowany, oceaniczny chłodny. Natomiast według podziału Okołowicza i Martyn Afryka leży w strefach: I – okołorównikowa, II – zwrotnikowa (na północy prowincja: 5a – śródziemnomorska i 5c – saharyjsko-arabska; na południu prowincja: 4a – afrykańsko-madagaskarska). W regionalizacji Alisowa i Sorkiny w Afryce można wyróżnić strefy: równikową, podrównikową, zwrotnikową i podzwrotnikową.
Afryka posiada symetryczne względem równika strefy klimatyczne. Ze względu jednak na znaczną rozciągłość północnej części występuje tam klimat typowo kontynentalny, który nie występuje na południu. Zwarta linia brzegowa powoduje, że dużą rolę ogrywają prądy morskie. Kolejnym powodem zróżnicowania klimatu są przeszkody orograficzne, szczególnie odczuwalne w Wielkich Rowach Afrykańskich.
Afryka znajduje się zarówno na półkuli północnej, jak i południowej, co powoduje, że w lipcu w północnej części jest lato, zaś w południowej zima, natomiast w styczniu sytuacja jest odwrotna.

## Temperatury

Temperatury świata w poszczególnych miesiącach

W lipcu najwyższe temperatury notowane są na Saharze, gdzie w syneklizie Taudan wieloletnia średnia lipca wynosi ponad +36 °C. A skrajne temperatury najcieplejszego momentu dnia wynoszą nawet do +57 °C. Podobnie wysoka temperatura średnia jest notowana w Egipcie nad Morzem Czerwonym, jednakże tam dzienna amplituda temperatury jest niższa. Najniższe temperatury w lipcu są notowane w Południowej Afryce, gdzie średnia miesięczna temperatura spada poniżej +10 °C.
W styczniu temperatury w Afryce są bardziej wyrównane. Najwyższe są notowane na wschodnim wybrzeżu, w Ghanie oraz w południowej części Madagaskaru (ponad +28 °C). Na większości terenów jest pomiędzy +20 °C a +28 °C Na Saharze temperatura spada do poniżej +12 °C, a lokalnie we wschodniej części Maroka do mniej niż +4 °C.
Najwyższa maksymalna średnia miesięczna temperatura występuje na Saharze, szczególnie w zachodniej części interioru, natomiast najniższa minimalna średnia miesięczna temperatura występuje w górach w pobliżu Pretorii, w RPA.

## Zachmurzenie i opady

Średnia miesięczna wielkość opadów w poszczególnych miesiącach

W Afryce występują znaczne kontrasty wilgotnościowe. Występują rejony zarówno bardzo wilgotne, jak i skrajnie suche. Podobne różnice są w występowaniu zachmurzenia. W styczniu nad Saharą zachmurzenie nie przekracza 10–30%, co przekłada się na wilgotność powietrza w ciągu dnia poniżej 20%. W lipcu obszar o niskiej wilgotności jest wprawdzie mniejszy, jednakże powietrze nocą jest również suche. Jest to niekorzystne dla organizmów tam przebywających. W strefie równikowej z kolei zachmurzenie wynosi ponad 80% przez cały rok, a lokalnie nawet ponad 90%. Powoduje to codzienne ulewne deszcze i wilgotność wynoszącą ponad 90%.
Rozkład opadów jest zbliżony do rozkładu wilgotności i zachmurzenia. Największa średnia suma roczna opadów występuje nad Zatoką Gwinejską – ponad 4000 mm, natomiast najmniej na Pustyni Libijskiej – poniżej 10 mm. Lokalnie największe opady w miejscu zamieszkanym są notowane w Konakry (4341 mm rocznie), natomiast ogółem na zachodnich stokach Kamerunu (10 500mm), podczas gdy najniższe w Al-Kufra w Libii (9 mm rocznie).
Najwięcej opadów jest notowanych w październiku, kiedy na sawannie na półkuli północnej jest pora deszczowa, natomiast najmniej w lipcu.
Położenie Afryki w niskich szerokościach geograficznych powoduje, iż na kontynencie występuje zjawisko górowania słońca, co przekłada się na znacznie wyższe usłonecznienie możliwe (teoretyczne) niż ma to miejsce na wyższych szerokościach (np. w Europie).

## Ciśnienie atmosferyczne i wiatry
Ciśnienie w Afryce jest przeważnie wyższe niż w Europie. W styczniu nad południową i środkową Afryką znajduje się słaby, ale rozległy ośrodek niskiego ciśnienia (Niż Południowoafrykański) mający ciśnienie poniżej 1008 hPa. Ośrodek ten jest otoczony przez trzy oceaniczne ośrodki wysokiego ciśnienia. W lipcu niż ten przechodzi nad południową Azję, gdzie zajmuje mniejszą powierzchnię, jednak ma niższe wartości ciśnienia nawet poniżej 1000 hPa.
Afryka znajduje się w strefach pasatów podzwrotnikowych oraz strefie wiatrów monsunowych oraz równikowych wiatrów zachodnich. Pasaty w Afryce wieją ze strefy zwrotnikowej do osi równikowej, która to nie jest stała i zależy od pory roku. W styczniu (w położeniu najbardziej południowym) jej przebieg wygląda następująco: na zachodzie, w pobliżu południowego wybrzeża Zatoki Gwinejskiej, w okolicy 20°E oś skręca na południe w pobliżu 25°E oś znajduje się już w okolicy równoleżnika 15°S, po czym biegnie na wschód do Madagaskaru. W lipcu natomiast przebiega w pobliżu równoleżnika 20°N schodząc na południe w pobliżu wybrzeży.

## Wpływ prądów morskich

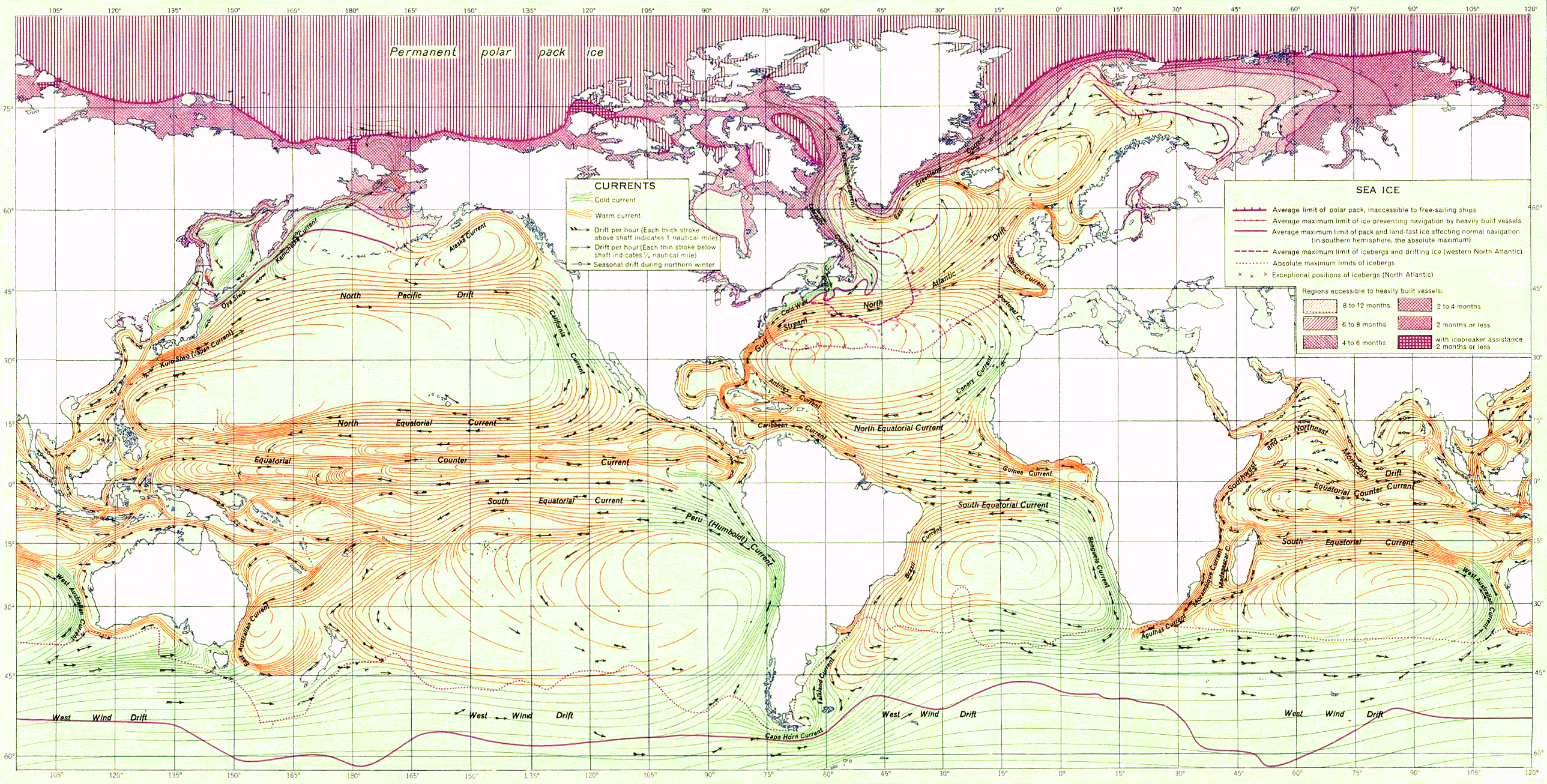
Prądy morskie na Ziemi

Na klimat w Afryce wpływ mają również prądy morskie. Afryka leży pomiędzy trzema wielkimi wirami oceanicznymi: Wielkim Wirem Atlantyku Północnego, Wielkim Wirem Atlantyku Południowego i Wielkim Wirem Oceanu Indyjskiego. Układ ten powoduje, iż wzdłuż wybrzeży Afryki płyną prądy: Prąd Kanaryjski (zimny), Prąd Gwinejski (ciepły), Prąd Benguelski (zimny), Prąd Agulhas (ciepły), Prąd Mozambicki (ciepły) i Prąd Somalijski (zmienny okresowo). Prądy te schładzają północną i południową część wybrzeża Atlantyku, natomiast nagrzewają centralną. Zaś na Oceanie Indyjskim powodują nagrzewanie wybrzeża. W przypadku Somalii zmienny Prąd Somalijski powoduje zmniejszenie amplitudy, gdyż latem jest prądem zimnym, a zimą ciepłym.

## Wpływ barier orograficznych
Bariery orograficzne mają niewielkie znaczenie w Afryce, gdyż dominującym typem ukształtowania powierzchni są rozległe wyżyny o wyraźnych krawędziach opadających ku wybrzeżom. Ku wewnętrznym kotlinom wyżyny opadają pod małym kątem. Niziny mają charakter niecek. Góry znajdują się na północy (Atlas) i południu (Góry Smocze), znaczne nierówności występują również na Wyżynie Abisyńskiej. Jedyne większe bariery orograficzne znajdują się na wschodzie w rejonie Wielkich Rowów Afrykańskich.

## Granica wieloletniego śniegu

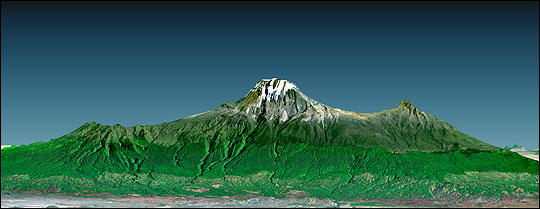
Kilimandżaro z pokrywą wieloletniego śniegu

Granica wieloletniego śniegu na Kilimandżaro występuje powyżej 4800 m n.p.m. Jest to najwyższa granica wiecznego śniegu na świecie. Niższa jest ona na Ruwenzori – 4100 m. Trzecim szczytem, na którym występują lodowce jest Kenia, gdzie granica wiecznego śniegu wynosi 3950 m.

## Wpływ klimatu na środowisko Afryki
Klimat i jego zróżnicowanie ma duże znaczenie dla geografii Afryki. Na olbrzymich obszarach pustyń, na których nie ma opadów występują tylko rzeki epizodyczne lub okresowe, z kolei w innych rejonach, gdzie są znaczne opady tworzą się wielkie rzeki mające kilka tysięcy km długości i przepływ w ujścia rzędu kilkunastu tysięcy m³ na sekundę. Klimat ma również znaczący wpływ na zróżnicowanie gleb, co powoduje zróżnicowanie szaty roślinnej i fauny.